# Список об'єктів Світової спадщини ЮНЕСКО в Еритреї
В Еритреї покищо немає об'єктів Світової спадщини ЮНЕСКО. Станом на 2011 рік, 1 об'єкт на території Еритреї знаходиться в числі кандидатів на включення до списку Всесвітньої спадщини.

## Кандидати до списку
У таблиці об'єкти розташовані в порядку їх додавання до попереднього списку. У цьому списку вказані об'єкти, запропоновані урядом Еритреї як кандидати на занесення до списку Світової спадщини.
| # | Зображення | Назва | Розташування      | Час створення | Рік занесення до списку | №                                                        |
| - | ---------- | --- | ----------------- | ------------- | ----------------------- | -------------------------------------------------------- |
| 1 |            | Історичний Периметр і модерністська архітектура Асмари (англ. The Historic Perimeter of Asmara and its Modernist Architecture) | Провінція: Маекел | XII століття  | 2005                    | № 2024 [Архівовано 27 листопада 2010 у Wayback Machine.] |